# Uzboy

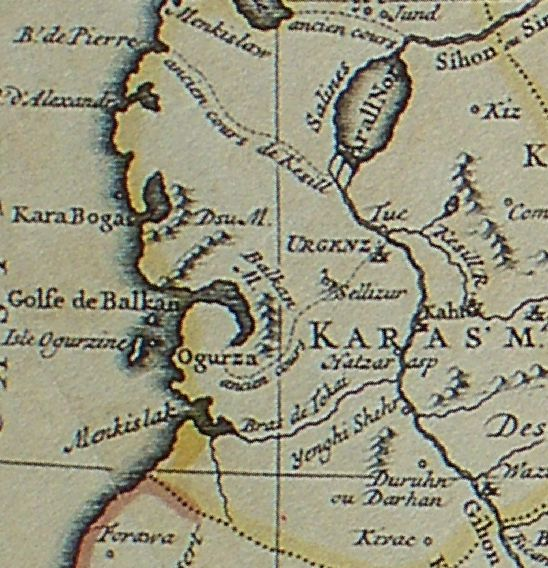
El Uzboy (denominado Bras de Tokai) en un mapa francés de 1734.

El río Uzboy (también escrito como Uzboj o Usboj) fue un antiguo afluente del Amu Daria que fluía a través del área noroccidental del desierto de Karakum, en el actual Turkmenistán, hasta el siglo XVIII, cuando se secó abruptamente, destruyendo de esta forma la civilización turcomana que había prosperado junto a sus orillas.
Los históricos y geógrafos antiguos como Heródoto, al Muccaddasí, Jamdalaj Kazviní, Jafizí Abrú, Abu al Ghazí consideraban el Uzboy una embocadura que une el Amú Dariá con el mar Caspio. En el siglo XIX y comienzos del siglo XX el origen y el funcionamiento del Uzboy se estudiaban por muchos geógrafos y geólogos, incluso el historiador V.V. Bartold. En 1947, 1950-1954, 1956 el Uzboy se estudiaba desde el punto arqueológico. Se descubrió que en el IV - 1-a mitad del I milenio AC el Uzboy recibía las aguas del lago Sarikamís y desembocaba en el mar Caspio. A las orillas del río fueron descubiertas numerosas estaciones neolíticas, cerámica de la época de bronce, y las estaciones de los siglos VII-V AC. En la mitad del I milenio AC el Uzboy dejó de llevar sus aguas al mar. Hay varias caravasares de los siglos X-XII descubiertos en las orillas del Uzboy en la ruta desde Corasmia a Jorasán. 
Actualmente un canal seco y lugar de excavaciones arqueológicas, el Uzboy recorría unos 750 km, desde un brazo del Amu Daria hasta el mar Caspio a través del lago Sariqamish. Junto a sus riberas existió una civilización fluvial desde al menos el siglo V a. C. hasta el siglo XVIII, cuando el agua que alimentaba el Uzboy dejó de fluir desde el curso principal del Amu Daria. El Uzboy se secó, y las tribus que habían poblado sus orillas fueron súbitamente dispersadas, adaptando los supervivientes el modo de vida nómada desértico.
A principios de la década de 1950, se iniciaron los proyectos para la construcción del Canal principal de Turkmenistán, un gran canal destinado a irrigación que seguía aproximadamente el lecho del antiguo río. No obstante, el proyecto fue abandonado poco después de la muerte de Stalin, en 1953; posteriormente, el canal de Karakum fue construido por una ruta diferente, más meridional.